# Gács László
Gács László, születési és 1945-ig használt nevén Grünwald László (Budapest, Erzsébetváros, 1903. október 15. – Budapest, 1968. július 10.) textilmunkás, újságíró, szakszervezeti vezető, a Magyar Rádió és Televízió elnöke, az OTP vezérigazgatója. Sógora Révai József (1898–1959) kultúrpolitikus.

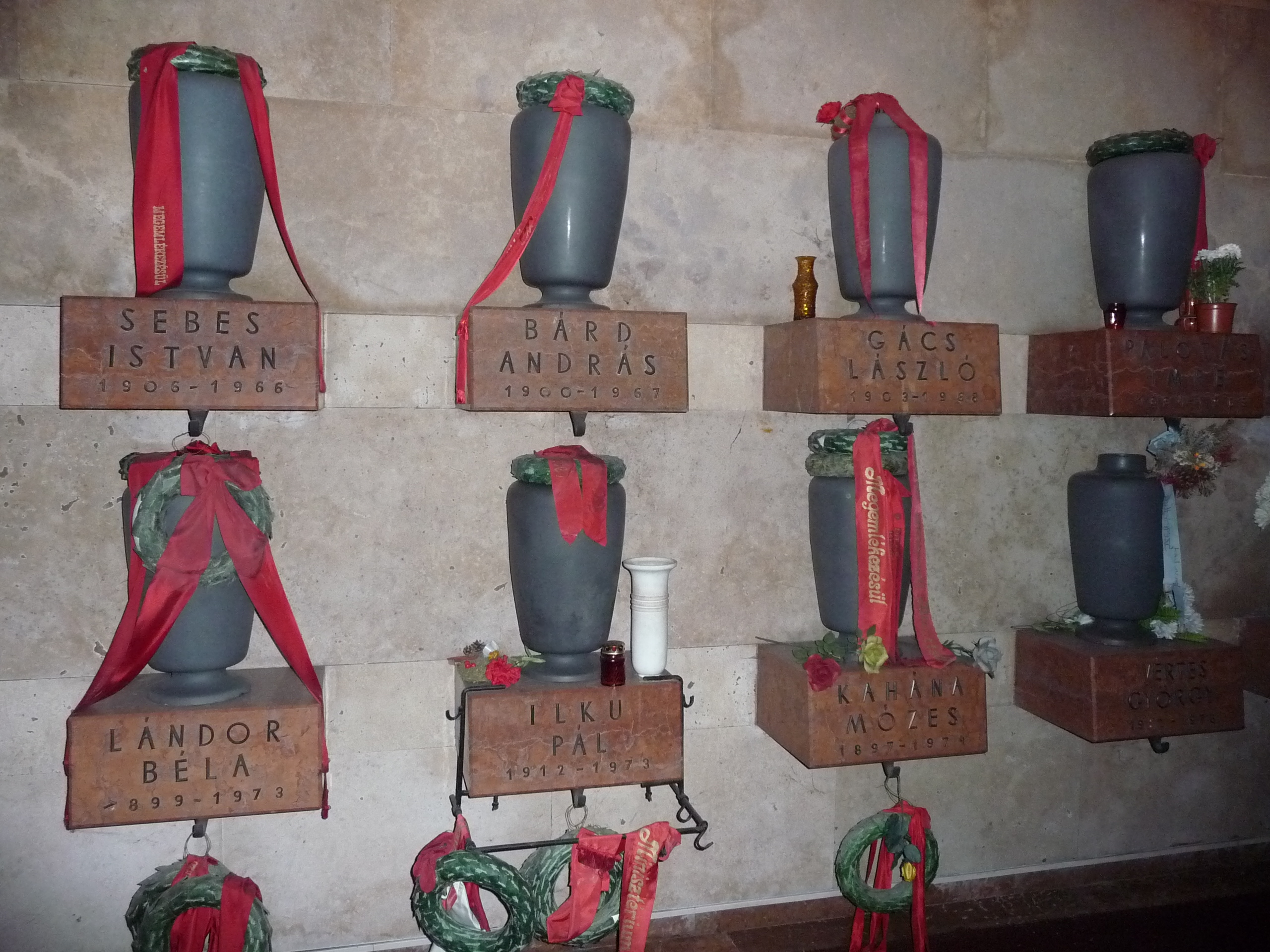
Hamvai a Fiumei úti sírkert Munkásmozgalmi Panteonában

## Életpályája
Grünwald Vilmos (1873–1920) magánhivatalnok és Berkovics Róza fiaként született zsidó családban. Középiskolai tanulmányait szülővárosában végezte, s ekkoriban került kapcsolatba a munkásmozgalommal. A Tanácsköztársaság megalakulása után a Kommunista Ifjúmunkások Magyarországi Szövetségének, majd 1928-tól a KMP tagja lett. 1929-ben többekkel együtt letartóztatták állami és társadalmi rend felforgatására irányuló vétség miatt és kilenc havi börtönre ítélték. Szabadulása után csatlakozott a Kommunisták Magyarországi Pártjának Budapesti Területi Bizottságához. 1932-ben a Vörös Figyelő című illegális folyóiratot szerkesztette, s hamarosan ismét letartóztatták. 1933-tól textilmunkásként dolgozott, s három évvel később megválasztották az újpesti textilmunkások helyi csoportjának vezetőjévé. Az 1930-as évek végétől részt vett az illegális KMP megszervezésében, s Rózsa Ferenccel, Schönherz Zoltánnal, Skolnik Józseffel és másokkal együtt irányította a párt Központi Vezetőségének munkáját. 1941-ben illegalitásba vonult. 1942 nyarától 1943 elejéig tagja volt a Központi Vezetőség titkárságának. 1944 áprilisában elfogták és 1944 októberében tizenkét év börtönre ítélték. Miközben rabtársaival együtt Németország felé hurcolták, az akkori Csehszlovákia területén megszökött és gyalogosan visszatért Budapestre. A világháború után az Újpesti Posztógyár üzemi bizottságának titkára, majd a Szabad Nép munkatársa – melynek létrehozásában is részt vett –, a Textilmunkások Szakszervezetének titkára és a Textilmunkás című lap felelős szerkesztője volt. 1946–47-ben a Friss Újságot, 1947–49-ben a Népszavát szerkesztette. 1948–49-ben a Szakszervezetek Országos Tanácsának (SZOT) főtitkárhelyettese volt. 1949 őszén kizárták a Magyar Dolgozók Pártjából. 1951-ben koholt vádak alapján letartóztatták és tizenöt évre ítélték, azonban három évvel később, 1954-ben szabadult. 1956-ban rehabilitálták. 1957–1962 között a Magyar Rádió és Televízió kormánybiztosa és elnöke, 1962-től haláláig az Országos Takarékpénztár (OTP) vezérigazgatója és az Magyar Szocialista Munkáspárt Központi Revíziós Bizottságának, majd Központi Ellenőrző Bizottságának, a Budapesti Pártbizottságnak és a Textilipari Dolgozók Szakszervezete központi vezetőségének tagja volt.
A Fiumei úti sírkert Munkásmozgalmi Panteonjában nyugszik (Munkásmozgalmi Panteon, 13. parcella, Alsó terem, Felső sor-14.).

## Családja
Első felesége Schillinger Ilona volt, akit 1930. február 9-én Budapesten, a Terézvárosban vett nőül. Négy évvel később elváltak. Második felesége Dallos Ida (1905–1944) volt, akivel 1934. június 30-án kelt egybe. Harmadik felesége Ságvári Magda (1916–2013) (Ságvári Endre özvegye) volt, akivel 1946-ban házasodtak össze. Gyermekei: Éva (1931–), József (1942–45), Péter (1947–) és János (1948–).

## Díjai, elismerései
- Magyar Köztársasági Érdemrend ezüst fokozata (1948)[8]
- Munka Érdemrend (1963)[9]

## Emlékezete
Születésének 80. évfordulóján Újpesten utcát neveztek el róla és emléktáblát avattak tiszteletére.